# 佐藤忠男
佐藤忠男（日语：佐藤忠男），（1930年10月6日—2022年3月17日），日本電影評論与教育评论家。出生于日本新潟县新潟市，毕业于日本新潟市立工业高等学校。1960年代开始为电影评论撰稿，不久成名。1970年代开始杂志编辑，凭此多次获奖。他为日本电影的发展作出了杰出贡献。曾任日本電影大學校長。